# Nepenthes spathulata
Nepenthes spathulata is een vleesetende bekerplant uit de familie Nepenthaceae. De soort is inheems op Java en Sumatra, waar hij groeit in hellingbossen op hoogtes tussen de 1100 en 2900 meter boven zeeniveau. De soortnaam spathulata is afgeleidt van het Latijnse spathulatus, een verwijzing naar de spatelvormige bladeren.

## Beschrijving
Nepenthes spathulata is een klimplant. De stengel kan een lengte van vijf meter bereiken. De spatelvormige bladeren worden maximaal dertig centimeter lang en tien centimeter breed. De ranken die de bladeren met de vangbekers verbinden zijn tot twintig centimeter lang.
De onderbekers zijn waarschijnlijk de grootste onder de Sumatraanse Nepenthes-soorten. Ze kunnen tot wel dertig centimeter hoog en tien centimeter breed worden. Ze variëren van lichtgroen met een donkerpaars peristoom (bekerrand) tot gelig brons met een helderroof peristoom. Bovenbekers worden niet bij alle exemplaren aangetroffen. Ze zijn aanzienlijk kleiner dan de onderbekers: maximaal vijftien centimeter hoog en drie centimeter breed.

## Natuurlijke hybriden
Er zijn weinig sympatrische Nepenthes-soorten in het leefgebied van Nepenthes spathulata. Natuurlijke hybriden zijn daarom zeldzaam. De volgende taxa zijn beschreven:
- N. mirabilis × N. spathulata
- N. reinwardtiana × N. spathulata
- N. tobaica  × N. spathulata
- N. ampullaria × N. spathulata
- N. inermis × N. spathulata
- N. gymnamphora × N. spathulata